# Хънтър (остров, Канада)
Вижте пояснителната страница за други значения на Хънтър.
Остров Хънтър (на английски: Hunter Island) е 13-ият по големина остров край западните брегове на Канада в Тихия океан.
Площта му е 363 km2, която му отрежда 81-во място сред островите на Канада. Административно принадлежи към канадската провинция Британска Колумбия. Необитаем.
Островът се намира край западното крайбрежие на Британска Колумбия, като заливът Фиц Хю го отделя на изток от континеталните брегове на Северна Америка и остров Кинг. На юг тесния проток Хакай го отделя от малките острови Стърлинг и Налау, а на югозапад и запад двата протока Спидър и Култус го отделят от стотици малки острови, островчета и скали разпръснати в района. От тях на запад е заливът Кралица Шарлота. На северозапад през протока Хънтър са бреговете на остров Камбъл, а на север протока Лама го отделя от по-малкия остров Дени.
Остров Хънтър е с най-силно разчленената брегова линия по западното крайбрежие на Канада с дължина 238 км, т.е. на 1 км брегова линия се падат 1,52 км2 площ. От юг дълбоко във вътрешността на острова се врязва залива Бремнър и заедно със своите продължения на североизток – залива Килдит и лагуната Мерит почти го разделят на две половини. Максималната му дължина му от север на юг е 34 км, а ширината му варира от 5 до 16 км.
По-голямата част на острова е равнинна и нискохълмиста с максимална височина от 903 м (връх Маунт Мерит) в централната част. Целият остров е изпъстрен със стотици малки езера.
Климатът е умерен, морски, влажен, предпоставка за пълноводни почти през цялата година къси реки. Голяма част от острова е покрита с гъсти иглолистни гори, които предоставят идеални условия за богат животински свят. Най-южната част на острова, заедно с близките острови и водни територии попада в природния парк Хакай с площ от 1200 км2, който е най-голямата морска охранителна зона по крайбрежието на Британска Колумбия.
Островът е открит и изследван през юли 1788 г. от английския търговец на ценни кожи Чарлз Дънкан.